# دانشگاه فرانسوی مصر

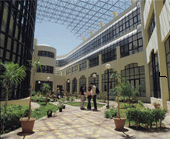
نمایی از دانشگاه فرانسوی مصر

دانشگاه فرانسوی مصر (به عربی: الجامعة الفرنسیة فی مصر) یک دانشگاه در مصر است که در استان قاهره واقع شده‌است.